# Крымское (Калининградская область)
Крымское — посёлок в Правдинском районе Калининградской области России.

## География
Находится в южной части Калининградской области на расстоянии приблизительно 24 километра на восток-юго-восток по прямой от административного центра района города Правдинск.

## История
Населенный пункт назывался ранее Претлак до 1950 года. В составе Правдинского района с 2006 по 2015 год входил в Железнодорожное городское поселение.

## Население
Численность населения: 172 человека (1910 год), 175 (1939), 90 (русские 87 %) в 2002 году, 72 в 2010.